# Hanning & Kahl
Hanning & Kahl  (Eigenschreibweise HANNING & KAHL) ist ein deutsches Unternehmen mit Sitz in Oerlinghausen, das sich auf die Entwicklung und Herstellung von Produkten und Dienstleistungen für den schienengebundenen Verkehr spezialisiert hat. Das Unternehmen wurde in den 1890er Jahren gegründet und hat sich seitdem zu einem wichtigen Akteur in der Branche entwickelt.
Die Hanning & Kahl GmbH & Co. KG ist international tätig und verfügt über Niederlassungen und Partner in verschiedenen Ländern, darunter die USA. Das Unternehmen bietet weltweit Unterstützung und Ersatzteilversorgung.

## Produkte
Das Produktportfolio umfasst:
- Elektrohydraulische Bremssysteme
- Steuer- und Sicherheitssysteme

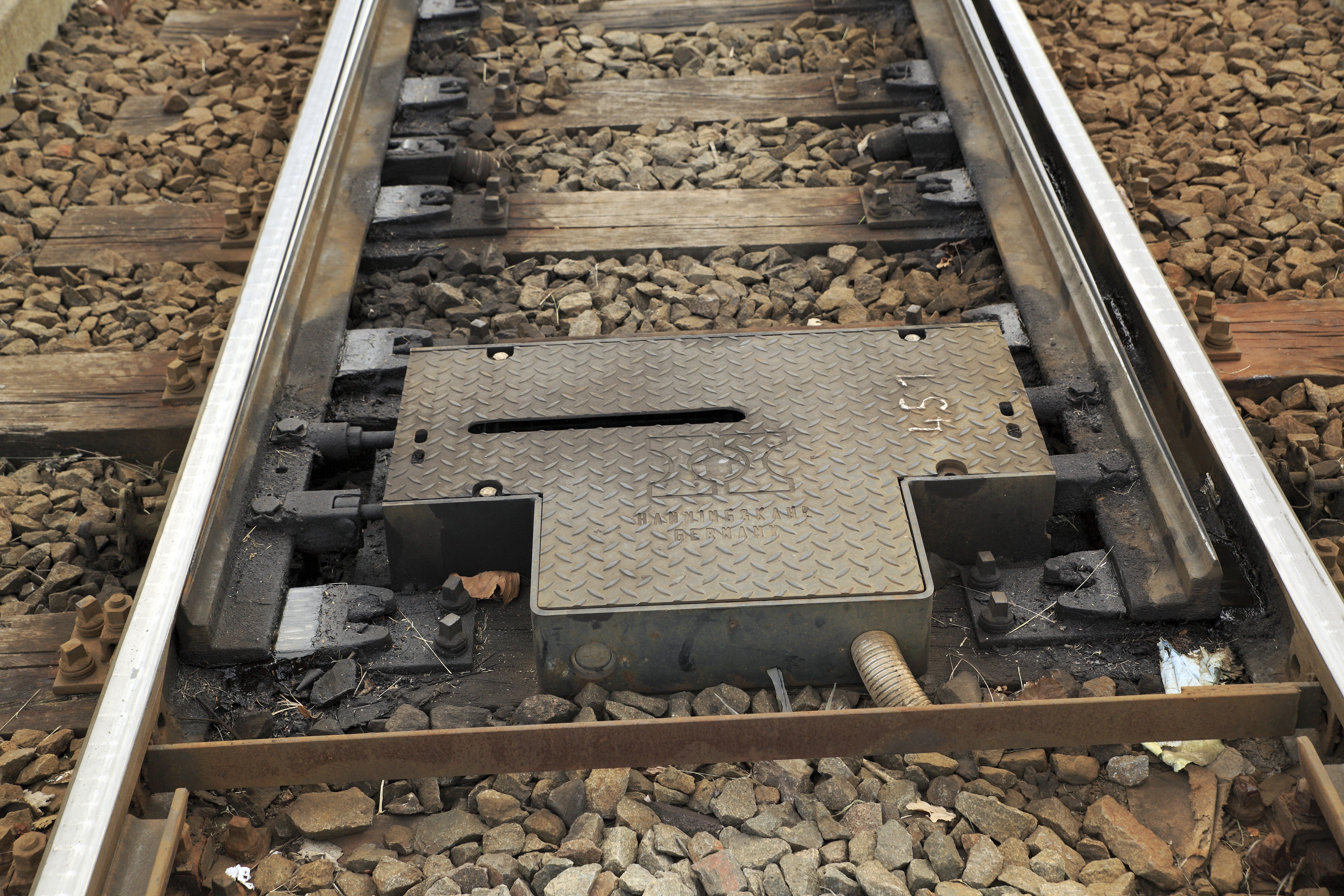
Weichenantrieb von Hanning & Kahl in Leipzig

- Einzelweichen- und Betriebshofsteuerungen